# Sinaí, Huehuetán
Sinaí är en ort i Mexiko.   Den ligger i kommunen Huehuetán och delstaten Chiapas, i den sydöstra delen av landet, 900 km sydost om huvudstaden Mexico City. Sinaí ligger 128 meter över havet och antalet invånare är 109.
Terrängen runt Sinaí är kuperad åt nordost, men åt sydväst är den platt. Runt Sinaí är det tätbefolkat, med 319 invånare per kvadratkilometer. Närmaste större samhälle är Huixtla, 13,1 km nordväst om Sinaí. Omgivningarna runt Sinaí är en mosaik av jordbruksmark och naturlig växtlighet.